# Lista de aeroportos do Suriname
Esta é uma lista de aeroportos do Suriname, classificados por cidade:
| Cidade           | ICAO | IATA | Nome do aeroporto                                       |
| Albina           | SMBN | ABN  | Aeroporto de Albina                                     |
| Awaradam         |      | AAJ  | Pista Cayana                                            |
| Botopasie        |      | BTO  | Aeroporto de Botopasie                                  |
| Coeroeni         | SMCI |      | Aeroporto de Coeroeni                                   |
| Djoemoe          |      | DOE  | Aeroporto de Djoemoe                                    |
| Drietabbetje     | SMDA | DRJ  | Aeroporto de Drietabbetje                               |
| Kabalebo         | SMKA |      | Aeroporto de Kabalebo                                   |
| Kasikasima       |      | KCB  | Pista Tepoe                                             |
| Kayser           | SMKE |      | Aeroporto de Kayser                                     |
| Ladouanie        |      | LDO  | Aeroporto de Ladouanie                                  |
| Nieuw Nickerie   | SMNI | ICK  | Aeroporto de Nieuw Nickerie (Aeroporto Major Fernandes) |
| Paloemeu         | SMPA | OEM  | Aeroporto Vincent Fayks                                 |
| Paramaribo       | SMZO | ORG  | Aeroporto Zorg en Hoop                                  |
| Stoelmans Eiland | SMST | SMZ  | Aeroporto de Stoelmans Eiland                           |
| Tafelberg        | SMTB |      | Aeroporto Rudi Kappel                                   |
| Totness, Coronie | SMCO | TOT  | Aeroporto de Coronie                                    |
| Wageningen       | SMWA | AGI  | Aeroporto de Wageningen                                 |
| Washabo          |      | WSO  | Aeroporto de Washabo                                    |
| Zanderij         | SMJP | PBM  | Aeroporto Internacional Johan Adolf Pengel              |